# Aeroportul Dade-Collier Training and Transition
Aeroportul Dade-Collier Training and Transition (IATA: TNT, ICAO: KTNT, FAA LID: TNT) este un aeroport din Florida, Statele Unite ale Americii ce deservește zona Miami.
Situat la o altitudine de 4 m, aeroportul dispune de 1 pistă.

## Infrastructură

### Piste
Aeroportul dispune de o singură pistă. Pista 09/27 are suprafața de asfalt și dimensiunile 10.499 picioare × 150 picioare. 